# Islas Nukumanu
Las islas Nukumanu, anteriormente islas Tasman, son un atolón de tamaño medio, ubicado en el suroeste del océano Pacífico, a 4º grados al sur del ecuador terrestre.

## Descripción
Administrativamente, Nukumanu es parte de Papúa Nueva Guinea, pero está bastante lejos del territorio más cercano del resto de Papúa Nueva Guinea, la costa de la isla de Nueva Irlanda, a 682 km al oeste. El territorio más cercano es Ontong Java, ubicado a solo 38 km al sur de Nukumanu, pero la frontera entre Papúa Nueva Guinea y las Islas Salomón discurre entre estos atolones vecinos.
Abarcando un anillo de más de veinte islotes en un arrecife que rodea un gran lago, las islas arenosas de Nukumanu están ubicadas en una franja de coral que no se eleva más de un metro sobre el nivel del mar. Las principales islas habitadas de Nukumanu están ubicadas al extremo este del atolón.

## Historia
En la historia de la Polinesia los principales intercambios culturales y comerciales se realizaron con los habitantes del cercano atolón Ontong Java, con el cual la gente de Nukumanu comparte muchas afinidades culturales.
A finales del siglo XIX, Nukumanu formó parte del Imperio Colonial Alemán. Fue transferida a la administración de Australia en 1914, luego de la derrota de Alemania en la Primera Guerra Mundial.
El momento de fama más reciente de Nukumanu es haber sido el último lugar en la ruta de Amelia Earhart antes de que ella y su copiloto desaparecieran para siempre en el vasto océano Pacífico.

## Economía
Los recursos terrestres de la gente de Nukumanu son pocos; plantan una clase de taro y Musa × paradisiaca. Los Cocos nucifera son parte integral de su dieta, con su interior siendo una comida básica y la carne de coco consumida con pescado crudo y almejas. También son pescadores competentes que pescan  pepino de mar (gastronomía) en el lago. Este se exporta principalmente a  Asia, junto con las conchas de Trochus tiaratus que se usan para hacer madreperla. Ambas exportaciones forman el eje principal de la economía de Nukumanu.

## Estudios Antropológicos
Este atolón tiene una población polinesia cuyos ancestros migraron al oeste desde la Polinesia. Su lengua está clasificada en la rama de las lenguas samoicas de Polinesia. Las islas Nukumanu, junto con su vecino Ontong Java, retienen un carácter polinésico, a pesar de su ubicación en el archipiélago melanésico de Papúa Nueva Guinea y las Islas Salomón, respectivamente. 
La primera búsqueda seria de los habitantes de Nukumanu fue llevada a cabo por los etnógrafos alemanes Ernst Sarfert y Hans Damm, durante una expedición científica alemana a los mares del sur, que tuvo lugar entre 1908-10. Esta expedición visitó Nukumanu y su vecino atolón, Ontong Java, donde también llevaron a cabo su investigación. Su obra, Luangiua und Nukumanu, fue publicada en 1931.